# Frascarolo
Frascarolo (lombardul: Frascarö) település Olaszországban, Lombardia régióban, Pavia megyében. Lakosainak száma 1080 fő (2023. január 1.). Frascarolo Gambarana, Mede, Suardi, Valenza, Bassignana és Torre Beretti e Castellaro községekkel határos.

## Népesség
A település lakossága az elmúlt években az alábbi módon változott:
| Lakosok száma | 1213 | 1198 | 1080 |
|               | 2017 | 2018 | 2023 |